# We Shall Dance
Singles de Demis Roussos
My Reason
(1972)
We Shall Dance est une chanson du chanteur grec Demis Roussos, sortie en single en 1971 chez Philips Records. Elle est incluse sur son premier album studio On the Greek Side of My Mind (également intitulé Fire and Ice) la même année.
Premier single de Demis Roussos en solo, We Shall Dance devient également son premier succès.

## Contexte et accueil
Alors qu'il est encore membre d'Aphrodite's Child, Demis Roussos se prépare à une carrière solo, et enregistre et sort au cours de l'année 1971 son premier single solo We Shall Dance. La chanson est écrite par Boris Bergman, Harry Chalkitis et Demis Roussos, sous son vrai nom Artemios Venturis Roussos et l'enregistrement est réalisé par Jean-Claude Desmarty et Demis Roussos.
La chanson atteint notamment la première place des classements au Portugal, la deuxième place en France et en Italie, la troisième place en Espagne et la quatrième place aux Pays-Bas,,.

## Liste des titres
| A. | We Shall Dance    | 3:33 |
| B. | Lord of the Flies | 4:23 |

## Classements
| Classement (1971)                       | Meilleure position |
| --------------------------------------- | ------------------ |
| Allemagne de l'Ouest (Media Control)    | 29                 |
| Belgique (Flandre Ultratop 50 Singles)  | 9                  |
| Belgique (Wallonie Ultratop 50 Singles) | 13                 |
| Espagne (AFE)                           | 3                  |
| France (IFOP)                           | 2                  |
| Italie (Musica e dischi)                | 2                  |
| Pays-Bas (Nederlandse Top 40)           | 7                  |
| Pays-Bas (Nationale Hitparade)          | 4                  |
| Portugal (Billboard)                    | 1                  |

| Classement (1971)              | Position |
| ------------------------------ | -------- |
| Belgique (Flandre Ultratop)    | 63       |
| France (SNEP)                  | 14       |
| Italie (Musica e dischi)       | 12       |
| Pays-Bas (Nederlandse Top 40)  | 68       |
| Pays-Bas (Nationale Hitparade) | 65       |